# Seznam poslanců Malty (2008–2011)
Seznam poslanců Malty v 11. volebním období po získání nezávislosti tj. volební období 2008–2013.
- PN – Národní strana
- MLP – Strana práce

| Jméno                      | Strana |
| -------------------------- | ------ |
| Carmelo Abela              | MLP    |
| Chris Agius                | MLP    |
| David Agius                | PN     |
| Francis Agius              | PN     |
| Decelis Anthony Agius      | MLP    |
| Robert Arrigo              | PN     |
| Frederick Azzopardi        | PN     |
| Jason Azzopardi            | PN     |
| Evarist Bartolo            | MLP    |
| Charlo’ Bonnici            | PN     |
| Tonio Borg                 | PN     |
| Owen Bonnici               | MLP    |
| Leo Brincat                | MLP    |
| Charles Buhagiar           | MLP    |
| Stefan Buontempo           | MLP    |
| Busuttil Luciano           | MLP    |
| Chris Cardona              | MLP    |
| Justyne Caruana            | MLP    |
| Joseph Cassar              | PN     |
| Karl Chircop               | MLP    |
| Marie Louise Coleiro Preca | MLP    |
| Dolores Cristina           | PN     |
| Joseph Cuschieri           | MLP    |
| Helena Dalli               | MLP    |
| John Dalli                 | PN     |
| Mario de Marco             | PN     |
| Franko Debono              | PN     |
| Giovanna Debono            | PN     |
| Joseph Debono Grech        | MLP    |
| Louis Deguara              | PN     |
| Joseph Falzon              | PN     |
| Michael Falzon             | MLP    |
| Angelo Farrugia            | MLP    |
| Michael Farrugia           | MLP    |
| Lawrence Farrugia          | MLP    |
| Antonio Fenech             | PN     |
| Joseph Fenech Adami        | PN     |
| Michael Frendo             | PN     |
| Roderick Galdes            | MLP    |
| Ċensu Galea                | PN     |
| Mario Galea                | PN     |
| Austin Gatt                | PN     |
| Lawrence Gonzi             | PN     |
| Michael Gonzi              | PN     |
| Gavin Gulia                | MLP    |
| Jose’ Herrera              | MLP    |
| Charles Mangion            | MLP    |
| Philip Mifsud              | PN     |
| Carmelo Mifsud Bonnici     | PN     |
| Joe Mizzi                  | MLP    |
| Jesmond Mugliett           | PN     |
| Silvio Parnis              | MLP    |
| Clyde Puli                 | PN     |
| George Pullicino           | PN     |
| Marlene Pullicino          | MLP    |
| Jeffrey Pullicino Orlando  | PN     |
| Anton Refalo               | MLP    |
| Chris Said                 | PN     |
| {Joseph M Sammut           | MLP    |
| Alfred Sant                | MLP    |
| Stephen Spiteri            | PN     |
| Adrian Vassallo            | MLP    |
| Edwin Vassallo             | PN     |
| George Vella               | MLP    |
| Karmenu Vella              | MLP    |
| Francis Zammit Dimech      | PN     |
| Anthony Zammit             | PN     |
| Ninu Zammit                | PN     |